# Carolyn Carlson
Carolyn Carlson (Oakland, 7 marzo 1943) è una danzatrice e coreografa statunitense.

## Biografia
Nata in California da genitori finlandesi, studia danza alla San Francisco School of Ballet. Nel 1965, mentre frequenta l'Università dell'Utah incontra Alwin Nikolais che sarà il suo maestro e di cui elaborerà l'insegnamento. 'Nik' la inserisce nella sua compagnia a New York, di cui Carolyn diventa presto la figura emblematica e dove rimarrà per sette anni con il titolo di "lead soloist" (è stata l'unica danzatrice della compagnia di Nikolais ad aver ricevuto tale titolo).
Nel 1968 riceve il Premio come migliore danzatrice del Festival Internazionale di Danza di Parigi.
Nel 1971 lascia la compagnia di Nikolais ed entra come solista e coreografa nella compagnia di Anne Béranger, rivelandosi l'anno successivo al Festival di Avignone con Rituel pour un rêve mort che le varrà l'invito della London School of Contemporary Dance come docente, interprete e autrice. Viene altresì invitata da Maurice Béjart a lavorare per il suo Ballet du XXéme siécle come danzatrice e coreografa.
Nel 1974 Rolf Liebermann la invita all'Opéra di Parigi a collaborare ai programmi coreografici. Qui si esibisce, lo stesso anno, con Rudolf Nureyev in Tristan et Yseult, coreografia di Glen Tetley e musica di Hans Werner Henze. L'anno seguente, Liebermann le affida la direzione del Gruppo di Ricerche Teatrali (GRTOP), direzione che manterrà per sei anni.
Dal 1974 al 1980 porta sulla scena più di 25 coreografie, tra le quali:  Density 21,5; The architets; This, that and the other; Slow, havy and blue.

In questi anni elabora il suo metodo di insegnamento, basato su tecniche d'improvvisazione e di composizione coreografica. I suoi corsi all'Opéra sono frequentati da Larrio Ekson, Caroline Marcadé, Dominique Mercy, Dominique Petit, Quentin Rouillier, Anne-Marie Reynaud.
Nel 1979 è invitata dal Teatro alla Scala di Milano e presenta Trio con Larrio Ekson e Jorma Uotinen. Dal 1980 al 1984 è invitata dall'allora direttore del Teatro La Fenice di Venezia Italo Gomez a creare e guidare, sul modello del GRTOP parigino, un gruppo di giovani danzatori, parte dei quali in seguito si costituiranno in una compagnia autonoma (compagnia Sosta Palmizi) e offriranno il primo esempio di Teatrodanza italiano con lo spettacolo Il Cortile (1985). Durante questi anni in collaborazione con il teatro veneziano e con il gruppo di danzatori da lei cresciuto mette in scena Undici Onde (1981), Underwood (1982), Chalk Work (1983) poi rinominato L'orso e la luna, e l'assolo creato per se stessa Blue Lady (1984),  poi presentato in 40 paesi.
Tornata a Parigi nel 1985, crea per il Théâtre de la Ville  Dark e Still Waters. Nel 1990 crea Steppe, spettacolo che indica un ritorno alla natura ed è intriso delle suggestioni del filosofo e letterato francese Gaston Bachelard e degli studi sul mito dell'americano Joseph Campbell. Il fondale scenico è occupato da un proiezione a mega schermo del cortometraggio della regista francese Marlène Ionesco, girato nella foresta di Fontainebleau.
Tra il 1991 e il 1992 Carolyn si stabilisce in Finlandia, dove prosegue la sua attività di solista con Elokuu; Syskuu; Maa. Nel 1993 crea Commedia, spettacolo ispirato al capolavoro di Dante Alighieri, che debutta al Deutsche Schauspielhaus di Amburgo. Nel 1994-1995 dirige il Ballet Cullberg a Stoccolma, per il quale crea Sub Rosa (1995).
Ha creato numerosi assoli per se stessa (oltre al già citato Blue lady, Vue d'ici del 1995 e il più recente Writings on Water) ma anche per i danzatori Marie Claude Pietragalla, Tero Saarinen, Talia Paz e Nina Hyvärinen.
Intercalate a queste creazioni sono le esperienze di "improvvisazione-spettacolo" condotte da lei stessa insieme ai danzatori prediletti Larrio Ekson, Jorma Uotinen, Malou Airaudo, Michele Abbondanza e Antonella Bertoni e da musicisti-complici come Michel Portal, John Surman, René Aubry, Joachim Kuhn, Trilok Gurtu. Un esempio tra tutti: Cornerstone su musica di John Surman, prodotta da Europe Jazz Network, ed eseguita nel 1991 dalla Carlson con Larrio Ekson, Michele Abbondanza e Antonella Bertoni al Teatro Romolo Valli di Reggio Emilia e in altre città italiane. Crea ancora coreografie di repertorio per l'Opéra de Paris (Signes) e per l'Opéra de Bordeaux (Hydrogen Jukebox).
Nel 1999, con il sostegno del Comune di Parigi, ha fondato alla Cartoucherie de Vincennes "L'Atelier de Paris-Carolyn Carlson", divenuto in breve tempo un centro di riferimento per la formazione professionale dei danzatori. La Carlson vi tiene delle masterclasses e vi invita a insegnare gli artisti tra i più prestigiosi della scena internazionale, come ad esempio Trisha Brown, Susanne Linke, Bill T. Jones, Wim Vandekeybus, Susan Buirge. Inoltre l'Atelier accoglie nei suoi studi coreografi e artisti interpreti sostenendoli nel loro lavoro di ricerca e di creazione.
Dal 1999 al 2002 è nominata direttrice del settore danza della Biennale di Venezia. Vi apre un'accademia di danza contemporanea (Accademia Isola Danza), organizza un festival e vi crea Parabola (1999), Light Bringers (2000), J. Beuys Song (2001), Writings on water (2002).
Nel 2004, la Carlson crea Tiggers in the tea house. Nel 2005 è nominata direttrice artistica del Centre Chorégraphique National di Roubaix-Nord Pas de Calais. Per la compagnia del Centro compone Inanna, creazione per sette donne.
Nel 2006 crea la sua prima coreografia per ragazzi, Les Rêves de Karabine Klaxon e un nuovo assolo, Double Vision, concepito con Electronic Shadow. Nel corso dello stesso anno inizia a lavorare su Full Moon, brano coreografico a quattro mani con la coreana Kim Mae-Ja.
Nel 2007 crea il duo Li - con Chinatsu Kosakatani e Yutaka Nakata - e Eau, in collaborazione con il compositore britannico Joby Talbot. Nel 2008 crea Hidden - un quartetto presentato nel mese di giugno alla Cartoucherie di Vincennes.
Carolyn Carlson ha segnato con la sua presenza il percorso della danza contemporanea europea degli ultimi trent'anni. È stata spesso paragonata a Isadora Duncan per la libertà dell'espressione e per la forza improvvisativa oltre che per la componente poetica e spirituale che anima le sue danze. Ha ricevuto nel 1998 il titolo di Cavaliere delle Arti e delle Lettere, nel 2000 è stata nominata Cavaliere della Legion d'Onore di Francia e nel 2002 ha ricevuto la Medaglia della città di Parigi. Nel 2006 ha ricevuto il primo Leone d'oro, prima mai attribuito ad una coreografa da parte della Biennale di Venezia.